# 市川蒼
市川蒼（日语：／ Ichikawa Aoi，1991年10月2日—）是日本的男性聲優，福岡縣出身。大澤事務所所屬。

## 演出作品
※粗體字為主要角色。

### 電視動畫
2016年
- 魔法少女育成計畫（男學生A）

2017年
- 快盜天使BREAK（男學生）
- 高校星歌劇 第2期（中學生）
- Just Because!（泉瑛太[4]）
- 調教咖啡廳（客）

2018年
- 比宇宙更遠的地方（男學生、學生們）
- DARLING in the FRANXX（滿[5]）
- 擅長捉弄人的高木同學（櫻井）
- 齊木楠雄的災難 第2期（男學生C）
- 刀劍神域外傳Gun Gale Online（健太）
- GUNDAM創鬥者 潛網大戰（光一的同伴）
- 高分少女（下村、觀眾B）
- 工作細胞（紅血球1）
- 弦音－風舞高中弓道部－（竹早靜彌[6]）
- Radiant 虛空魔境（士兵A、士兵B）
- 隔壁的吸血鬼美眉（男學生A）
- 寄宿學校的茱麗葉（男學生）

2019年
- 不吉波普不笑（田中志郎[7]）
- 輝夜姬想讓人告白～天才們的戀愛頭腦戰～（告白的男性）
- Endro～！（僧侶）
- 賢者之孫（考生、工作人員、騎士養成士官學院生、士兵）
- 魔術學姐（助手[8]）
- Dr.STONE 新石紀（科學部成員）
- 擅長捉弄人的高木同學2（櫻井）
- 我們真的學不來！ 第2期（坂本）
- 星合之空（永野雅人）

2020年
- number24（津津樂彌生[9]）
- A3!（皆木昇）
- 掠奪者（佩雷·波波洛）
- 成群結伴！西頓學園（長鹿奈克）
- 排球少年！！TO THE TOP（貝掛亮文）
- 神之塔 -Tower of God-（洪天火）
- 魔法水果籃 2nd season（櫻木直人）
- 魔女之旅（艾米爾）
- 夢夢貓（黑澤衿人）

2021年
- 2.43 清陰高中男子排球社（吉野爽太）
- 花樣滑冰Stars（朱盆佑）
- 無職轉生～到了異世界就拿出真本事～（貴族的兒子）
- 堀與宮村（渡部一郎）
- 魔法水果籃 The Final（櫻木直人）
- 聖女魔力無所不能（連恩·斯蘭塔尼亞）
- 夢夢貓 Mix！（黑澤衿人）
- Sonny Boy（長良）

2022年
- 擅長捉弄人的高木同學3（櫻井）
- 天才王子的赤字國家重生術（史傳格）
- 異世界藥局（諾亞）
- 遊戲王GO RUSH（野村）
- BLUE LOCK 藍色監獄（五十嵐栗夢）
- SPY×FAMILY間諜家家酒（德米特律斯·戴斯蒙德）

2023年
- 弦音－相繫的一射－（竹早靜彌[10]）
- 地獄樂（山田淺右衛門付知[11]）
- 屍體如山的死亡遊戲（四乃山紫月）

2024年
- 歡迎來到實力至上主義的教室 第3季（墨田誠）
- 百千家的妖怪王子（手持太鼓的人）
- 黃昏光影（加賀利琉那）
- 不時輕聲地以俄語遮羞的鄰座艾莉同學（野球社員）
- BLUE LOCK 藍色監獄 VS. U-20 JAPAN（五十嵐栗夢[12]）

2025年
- 魔神創造傳（翔）
- WITCH WATCH 魔女守護者（一色崇）
- 小市民系列 第2期（牛尾）
- GACHIAKUTA（路德[13]）
- Silent Witch 沉默魔女的祕密（奧隆·歐普萊恩）

2026年
- 地獄樂 第2期（山田淺右衛門付知[14]）

### OVA
2021年
- 魔法使的新娘 西方少年與青嵐騎士（神秘少年）

### 網路動畫
2016年
- 哨聲響起 重配版（山川智之[15]）

2025年
- 迪士尼 扭曲仙境 動畫版（Ruggie Bucchi[16]）

### 遊戲
2018年
- 刀劍神域 奪命凶彈[17]

2019年
- 美男源氏傳（平 重衡）

2020年
- 新楓之谷（愛倫 /  傑倫達爾默）
- 白貓Project（ジーク）
- ディズニー ツイステッドワンダーランド（ラギー・ブッチ）

### 廣播劇CD
2020年
- 掠夺者 （蓓蕾·泊泊罗）

## 外部連結
- 事務所官方簡歷 （页面存档备份，存于）（日語）